# 데즈카 사토시
데즈카 사토시(일본어: 手塚 聡, 1958년 9월 4일 ~ )는 일본의 전 축구 선수이다.

## 국가대표팀 경력
그는 1980년 6월 11일 중국과의 경기에서 일본 국가대표팀에 데뷔했다. 1986년 아시안 게임에도 출전했다. 그는 1988년까지 국제 A매치 통산 25경기에 출전, 2득점을 넣었다.

## 통계
| 일본 | 일본 | 일본 |
| 연도 | 출전 | 득점 |
| ---- | ---- | ---- |
| 1980 | 2    | 0    |
| 1981 | 6    | 0    |
| 1982 | 0    | 0    |
| 1983 | 0    | 0    |
| 1984 | 0    | 0    |
| 1985 | 2    | 0    |
| 1986 | 4    | 0    |
| 1987 | 8    | 2    |
| 1988 | 3    | 0    |
| 통산 | 25   | 2    |